# Carl Albrecht Delius
Carl Albrecht Delius (* 6. September 1827 in Bielefeld; † 29. März 1915 ebenda) war ein Bielefelder Seidenwarenfabrikant. Er gründete die Seidenweberei C.A. Delius und Söhne und gehörte als preußischer Geheimer Kommerzienrat zur führenden Schicht des Bielefelder Wirtschaftsbürgertums.

## Leben und Wirken

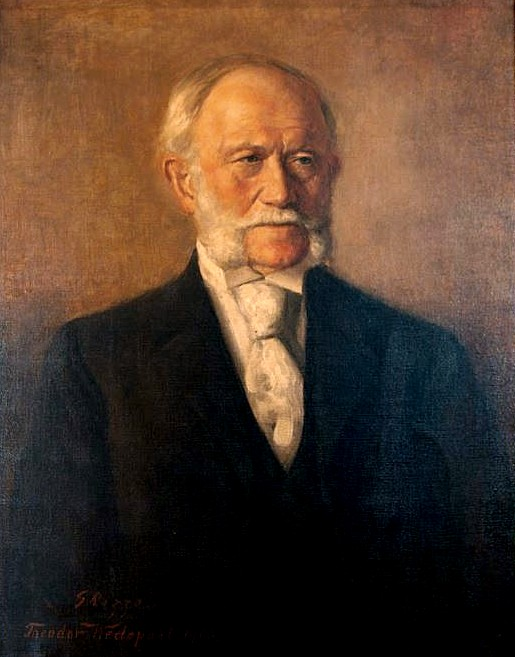
Carl Albrecht Delius; porträt von Theodor Wedepohl (1900)

Delius entstammte einer Bielefelder Leinenhändlerfamilie. Er war der Sohn von Gottfried Delius und Sophie Emilie Bertelsmann. Er besuchte das Königliche Realgymnasium bis zum Ende der Sekunda. Mit 16 kam er in die Lehre bei E. A. Delius. Er besuchte die Königlichen Gewerbeschulen in Hagen und Elberfeld. 1845 wurde er Lehrling bei der Seidenfirma Leonhard Küppers in Krefeld und besuchte die höheren Weberschulen in Krefeld, Lyon und Zürich. Es folgten Besuche in Málaga und Geschäftsreisen durch Europa.
1853 trat Carl Albrecht Delius als Teilhaber in die 1722 von Johann Caspar Delius gegründete Leinenfirma E. A. Delius & Söhne ein, die seit 1845 auch Seidenwaren fabrizierte. Er war Aufsichtsratsmitglied der Friedrich-Wilhelms-Bleiche zu Bielefeld und der Ravensberger Spinnerei, beteiligte sich bei verschiedenen Gründungen der Bielefelder Industrie. Am 1. Juli 1887 gründete Carl Albrecht Delius mit seinen Söhnen Paul und Erich die Firma C. A. Delius & Söhne. Carl Albrecht Delius erhielt am 12. Dezember 1896 für seine Verdienste auf wirtschaftlichem Gebiet den Titel „Kommerzienrat“ und am 30. November 1903 den Titel „Geheimer Kommerzienrat“.
Carl Albrecht Delius gründete am 14. April 1848 die Bielefelder Turngemeinde, war 33 Jahre ihr Vorsitzender, dann Ehrenvorsitzender und Vorsitzender des Westfälischen Turngaues. 1860 gründete er die Turner-Feuerwehr, die erste Bielefelder Feuerwehr. Von 1861 bis 1905 war er Stadtverordneter für die Nationalliberale Partei. Ende August 1865 wurde er Mitbegründer der von Bodelschwinghschen Stiftungen Bethel bei Bielefeld. Von 1863 an war er bis zu seinem Tod Presbyter der Altstädter Gemeinde. Zusätzlich war er Armenbezirksvorsteher. Er erhielt 1908 die große silberne städtische Gedenkmünze. Zwei Jahre vor seinem Tod wurde ihm  der Rote Adlerorden 3. Klasse mit Schleife verliehen. Nach ihm erhielt ein Teil der Wertherstraße in Bielefeld 1924 die Benennung „Albrecht-Delius-Weg“. Die Trauerglocke der Altstädter Nicolaikirche trägt seinen Namen.
Im Jahr 1864 erbaute Carl Albrecht Delius mit dem Berliner Architekten Bückemann das Haus Wertherstraße 1a, das später zum Albrecht-Delius-Weg 4 umbenannt wurde. Als Vorbild diente der alte Teil von Schloss Babelsberg mit seinen an der englischen Gotik orientierten Stilformen. Man nannte es die Villa Delius. Das Haus wurde jedoch 1944 durch Brandbomben zerstört.
1914 feierte Carl Albrecht mit Lina Delius, die er am 18. August 1854 in Bielefeld geheiratet hatte, Diamantene Hochzeit. Das Jahr zuvor hatte er sein 70. Kaufmannsjubiläum begangen. Carl Albrecht starb 20 Tage nach seiner Frau und hinterließ sechs Kinder, 13 Enkel und einen Urenkel.

## Werke
- Die Familie Delius westfälischen Stammes. Erg. zu den 17 Stammtaf. a. d. J. 1873. Velhagen & Klasing, Bielefeld 1896. Digitalisat